# Drepanosticta adami
Drepanosticta adami är en trollsländeart som först beskrevs av Fraser 1933.  Drepanosticta adami ingår i släktet Drepanosticta och familjen Platystictidae. IUCN kategoriserar arten globalt som akut hotad. Inga underarter finns listade i Catalogue of Life.